# Grótta
Grótta es una isla de Islandia, situada a en la región de Höfuðborgarsvæðið, al oeste de la capital Reikiavik.

## Geografía
Grótta se encuentra en la bahía de Faxaflói, en el extremo de la península de Seltjarnarnes, no lejos de las ciudades de Seltjarnarnes y de Reikiavik. Con marea baja, se une a Islandia por un istmo de 300 metros llamado Gróttugrandi.

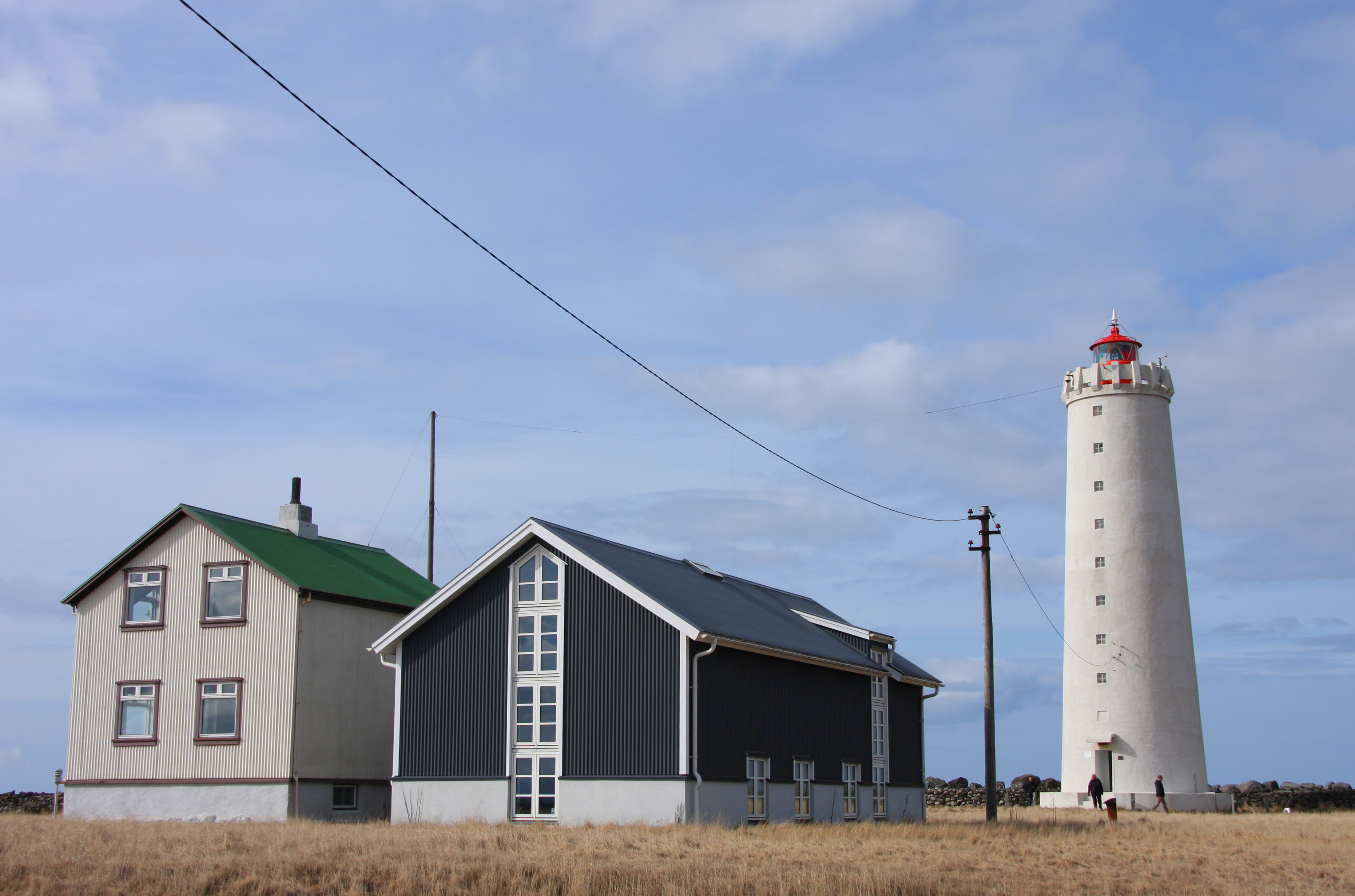
Faro de Grótta

Un faro se construyó en 1897 y se renovó en 1947.
Grótta es una reserva natural de 5 ha creada en 1984 que comprende la isla misma, el istmo y las aguas circundantes.